# 米科拉伊夫卡 (奧斯基爾市鎮)
49°14′38″N 37°26′19″E / 49.24389°N 37.43861°E
米科拉伊夫卡（烏克蘭語：Миколаївка），是烏克蘭的村落，位於該國東部哈爾科夫州，由伊久姆區的奧斯基爾市鎮負責管轄，面積0.74平方公里，海拔高度80米，2001年人口186，人口密度每平方公里265.9人。